# 豊田将万
豊田 将万（とよた まさかず、1986年（昭和61年）5月15日 - ）は、日本のラグビー指導者であり、元ラグビー選手。

## 人物
3歳から地元福岡にある「かしいヤングラガーズ」でラグビーを始める。
東福岡高等学校では、1年時は控え選手だったが、2年時はNo.8として全国高等学校ラグビーフットボール大会（通称：花園）に出場しベスト8。3年時はキャプテン(LO)として花園に出場し、準々決勝で僅差で敗れるも、上田一貴率いる啓光学園と熱闘を繰り広げた。高校時代はサッカー日本代表でFC東京の長友佑都と同級生でランチ仲間だった。
早稲田大学時代は、1年生の春からレギュラーに定着し、大学日本一に輝き、日本選手権2回戦では格上のトヨタ自動車ヴェルブリッツに大金星を収める。
2年生では大学選手権の関東学院との決勝戦に出場。2006年5月27日に7人制日本代表として第20回スペインベニドルムセブンズに出場した。
3年生になり決勝戦では慶應大学に圧勝。個人タイトルでは対抗戦のトライ王に輝く。
2008年、4年生になり第91代主将に選出される。対抗戦で帝京大学に破れ連勝を58で止め、大学選手権に出場できない明治大学にも破れる。大学選手権は決勝戦まで進み、帝京大学と再戦の末、見事にリベンジを果たす。
2009年、コカ・コーラウエストレッドスパークス（現・コカ・コーラレッドスパークス）に加入。同年5月23日、15人制日本代表としてシンガポール代表戦で初キャップ。2010年5月22日の香港代表戦まで、9キャップを獲得した。
2009年9月5日に行われたジャパンラグビートップリーグ第1節の近鉄ライナーズ戦にて先発出場で公式戦初出場を果たす。
2012年、コカ・コーラウエストレッドスパークスの主将に就任した。
2019年3月、現役引退。引退後は社業に専念。
2021年4月から、九州産業大学女子ラグビー部のヘッドコーチを務める。
2024-25シーズンからジャパンラグビーリーグワンDIVISION3に参入するルリーロ福岡のヘッドコーチに、2024年10月2日に就任した。

## 代表歴
- 2004年（平成16年） - U-19日本代表(南アフリカ大会)
- 2004年（平成16年） - 高校日本代表(NZ遠征)
- 2006年（平成18年） - 7's日本代表(スペイン遠征)
- 2009年（平成21年） - 日本代表(アジア5ネーションズ、パシフィックネーションズ)